# Shueyfat
Shueyfat (in arabo شويفات‎?, Shūayfāt) è un suburbio a 9 km da Beirut (Libano). La città costituisce un'enclave drusa e cristiana che è sita a est dell'aeroporto di Beirut.
La popolazione si è arricchita nell'ultimo quarto di secolo per l'immigrazione di un certo numero di abitanti musulmani sunniti della capitale e di abitanti sciiti del Sud Libano, alla ricerca di un minor costo della vita.
Shueyfat è stata la città natale di numerose personalità druse della famiglia degli Arslan (da Shekib Arslan a Talal Arslan).

## Economia
La cittadina ospita sul suo territorio 150 piccole e medie industrie, rendendola una delle più grandi aree industriali libanesi.

## Istruzione
La più rinomata istituzione culturale della cittadina è la International School.